# Polykrati
Polykrati, av grekiskans poly (många) och kratos (styrka), är beteckningen på en stat som styrs av fler än en person. Polykrati är ett begrepp som ej ska förväxlas med det väl underbyggda begreppet polyarki.
Många stater som kan synas vara autokratiska är ofta i själva verket polykratiska. Även om en enskild individ framstår som ledare har personen i fråga ofta någon form av nätverk med vars hjälp personen styr landet.
Nazityskland har sagts vara totalitärt, men det är mer korrekt att se det som en polykratisk stat. Adolf Hitler delegerade ansvar till ett stort antal personer, och de som stod under honom, till exempel Albert Speer kämpade ofta för att utöka sin egen makt.
Speer anger till exempel att då Hermann Göring fick höra om Fritz Todts död i februari 1942 skyndade han sig till Hitler i hopp om att få ta över Todts ansvarsområden och därmed hans makt. Så blev nu inte fallet: Hitler hade redan utsett Speer till Todts efterträdare. Detta gjorde Göring så upprörd att han inte närvarade vid Todts begravning.
Även socialistiska regeringar är kända för hårda strider mellan olika falanger. Bland de mer kända är kampen mellan Josef Stalin och Lev Trotskij. Den senare mördades slutligen i Mexiko av den sovjetiske NKVD-agenten Ramón Mercader.
Polykrati har många likheter med totalitarism. Den brittiske journalisten Mark Curtis hävdade i en diskussion om samtida brittisk utrikespolitik att polyarki är vad brittiska ledare menar då de talar om att marknadsföra "demokrati" utomlands. Detta är ett system där en liten grupp styr och det breda deltagandet begränsas till att välja ledare i val som styrs av en tävlande elit.
Polykrati är för närvarande den mest spridda styrformen i världen; de flesta stater har en regering, en riksdag, lobbyorganisationer och företag. Detta gör att den egentliga makten, även om länderna själva definierar sig som monarkier, kommunistiska stater eller demokratier, ligger hos en politisk elit.
I ett polykratiskt samhälle finns det per definition ett antal grupper som, beroende på landets traditioner, tävlar om makten. Dessa grupper kan kallas klaner, lobbyorganisationer, politiska partier, familjer eller läger. Dessa gruppers viktigaste tillgångar är statlig finansiering i någon form. Dessa samhällen skapar lagar eller sedvänjor för frågor som rätten att bära vapen, yttrandefrihet, religionsfrihet, jämlikhet, etc.
Typiskt för polykratiska stater är också deras kontroll av media, till exempel genom lagar eller indirekt genom media tillhöriga en viss fraktion. En polykratisk stat kan också sägas ignorera viktig social och politisk utveckling eller dölja desamma med omfattande irrelevant information.

### Översättning
Den här artikeln är helt eller delvis baserad på material från engelskspråkiga Wikipedia.